# احساس گناه

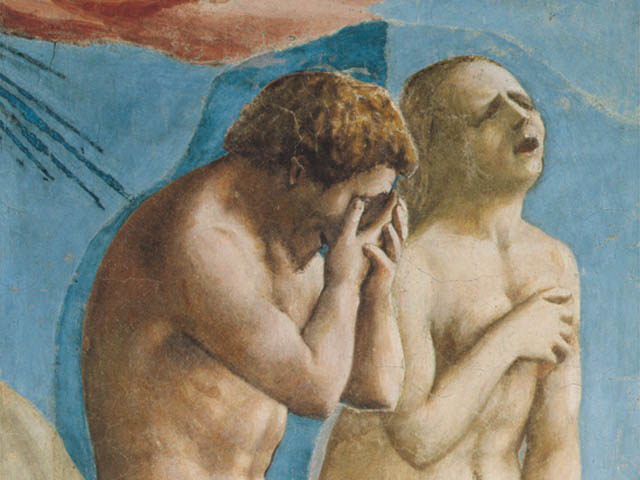
ماساچیو - احساس گناه ناشی از اخراج از باغ عدن

احساس گناه هیجانی خودآگاه است که با احساسی دردناک ناشی از انجام دادن یا تصور انجام دادن کاری غلط همراه می‌باشد. احساس گناه زمانی رخ می‌دهد که فرد اسنادهای درونی ناپایدار و خاص دربارهٔ کنش‌هایش دارد که به این احساس منفی دربارهٔ رفتارهای خاصی که مرتکب شده‌است، می‌انجامد. احساس گناه ارتباط تنگاتنگی با مفاهیم پشیمانی، حسرت و همچنین شرم دارد. احساس گناه عامل مهمی در تداوم علائم اختلال وسواسی- جبری است.

## پاسخ‌های رفتاری
تمایل به وجود احساس گناه در شخص به‌طور قابل اعتمادی با وجود یک شخصیت اخلاقی مرتبط است. به‌طور مشابه، احساس گناه می‌تواند باعث رفتار فضیلت‌آمیز متقاعب شود. افرادی که احساس گناه می‌کنند ممکن است بیشتر از دیگران خود خویشتن داری کنند، از زیاده روی در خود اجتناب کنند، و پیش‌داوری کمتری از خود نشان دهند. به نظر می‌رسد احساس گناه رفتارهای جبران‌کننده‌ای را برای کاهش هیجانات منفی ایجاد می‌کند. به نظر می‌رسد که افراد در رفتارهای جبرانی هدفمند و خاص نسبت به افرادی که به آنها ظلم یا توهین کرده‌اند، دست می‌زنند.

## عدم وجود احساس گناه در سایکوپت‌ها
افراد مبتلا به سایکوپاتی فاقد هرگونه احساس واقعی گناه یا پشیمانی برای آسیبی هستند که ممکن است به دیگران وارد کرده باشند. این افراد رفتارهای سایکوپاتی خود را منطقی می‌دانند و در عوض ممکن است دیگران را به دلیل رفتارهایشان سرزنش کنند یا به‌طور کلی رفتار خود را طور کامل انکار کنند. افراد مبتلا به سایکوپاتی تمایل دارند برای خود و دیگران مضر باشند. آنها توانایی کمی برای برنامه‌ریزی برای آینده دارند. یک فرد مبتلا به سایکوپاتی هرگز خود را مقصر نمی‌بیند، زیرا هر کاری که لازم و به نفع خود باشد را بدون قید و شرط انجام می‌دهد. شخصی که احساس گناه یا پشیمانی نمی‌کند دلیلی ندارد که خود را به خاطر کاری که به قصد آزار رساندن به دیگری انجام داده‌است مقصر بداند. یک فردی که دارای میزان سایکوپاتی بالایی می‌باشد، همیشه اعمالش را به‌عنوان تقصیر شخص دیگری توجیه می‌کند. روانشناسان این را بخشی از فقدان استدلال اخلاقی (در مقایسه با اکثریت انسان‌ها)، ناتوانی در ارزیابی موقعیت‌ها در چارچوب اخلاقی، و ناتوانی در ایجاد پیوندهای عاطفی با افراد دیگر به دلیل عدم همدلی می‌دانند.

## علل وجود احساس گناه

### نظریه‌های تکاملی
برخی از روانشناسان تکاملی نظریه‌پردازی می‌کنند که احساس گناه و شرم به حفظ روابط سودمند مانند دگرخواهی دوسویه کمک می‌کنند. اگر فردی وقتی به دیگری صدمه می‌زند احساس گناه می‌کند یا نمی‌تواند محبتی متقابل انجام دهد، به احتمال زیاد به دیگران آسیب نمی‌رساند یا بیش از حد خودخواه می‌شود. به این ترتیب، او احتمال انتقام‌گیری توسط اعضای قبیله خود را کاهش می‌دهد و در نتیجه چشم‌انداز بقای خود و قبیله یا گروه را افزایش می‌دهد. مانند هر احساس دیگری، احساس گناه می‌تواند برای کنترل یا تحت تأثیر قرار دادن دیگران دستکاری شود. انسان‌ها به‌عنوان حیواناتی بسیار اجتماعی که در گروه‌های بزرگ و نسبتاً پایدار زندگی می‌کنند، به راه‌هایی برای مقابله با درگیری‌ها و رویدادهایی نیاز دارند که در آن‌ها سهواً یا عمداً به دیگران آسیب می‌رسانند. اگر کسی به دیگری آسیب برساند و سپس احساس گناه کند و پشیمانی و اندوه نشان دهد، فرد آسیب دیده احتمالاً می‌بخشد؛ بنابراین، احساس گناه، بخشش را ممکن می‌سازد و به حفظ گروه اجتماعی کمک می‌کند.

## در ادبیات
گناه موضوع اصلی در شرق بهشت جان اشتاین بک، جنایت و مکافات فئودور داستایوفسکی، اتوبوسی به نام هوس اثر تنسی ویلیامز، نمایشنامه مکبث ویلیام شکسپیر، قلب رازگو و گربه سیاه ادگار آلن پو، و بسیاری از آثار ادبی دیگر بوده‌است.
احساس گناه موضوع اصلی بسیاری از آثار ناتانیل هاوثورن است و تقریباً دغدغه جهانی رمان نویسانی است که زندگی درونی و محرمانگی را بررسی می‌کنند.